# Tal Tamer
Tal Tamer (en árabe: تل تمر‎, en kurdo: Girê Xurma, en siríaco: ܬܠ ܬܡܪ,) también conocido como Tal Tamr or Tel Tamir, es un poblado en la gobernación de Hasaka, al nororiente de Siria, centro administrativo de una nahiya con 13 municipios.
Originalmente construida y habitada por asirios de la tribu Tyari a finales de la década de 1930, en la actualidad está habitada en su mayoría por kurdos y beduinos árabes, mientras que los asirios representan el 20% de la población. Para el censo de 2004, la población de Tal Tamer era de 7,285 personas.
Localizado sobre el río Khabur en la intersección entre la autopista M4 (Alepo–Mosul) y la carretera entre Hasaka y Diyarbakır (Turquía), es un cruce de transporte estratégico.

## Personas notables
- Juliana Jendo, cantante asiria.
- Edward Mousa, cantante y compositor asirio.
- Omar Souleyman, cantante árabe.